# Tío Parrilla
Pour les articles homonymes, voir Parrilla.
Tío Parrilla, nom artistique de Manuel Fernández Moreno, né en 1904 à Jerez de la Frontera en Andalousie et mort en 1980, est un danseur, guitariste et chanteur de flamenco.

## Biographie
Il est le fils de Juanichi El Manijero.
Il développe son art jusqu'à ce qu'il perde sa voix. Il est considéré comme un « grand patriarche du flamenco ».
Il est le père de Parrilla de Jerez (es), nom d'artiste de Manuel Fernández Molina, de Juan Parrilla, guitariste et de Ana Parrilla, danseuse,.